# Малий Фонтан (мис)
46°26′28″ пн. ш. 30°46′20″ сх. д. / 46.44111° пн. ш. 30.77222° сх. д.
Мис Малий Фонтан — мис в центральній частині Одеської затоки. Знаходиться в центрі Одеси, в історичному районі Малий Фонтан. 
На мисі розташована Гідробіологічна станція Одеського національного університету ім. І. І. Мечникова.